# Vladislav Stoyanov
Pour les articles homonymes, voir Stoyanov.
Vladislav Stoyanov est un footballeur bulgare né le 8 juin 1987 à Pernik. Il évolue au poste de gardien de but.

## Biographie

### Carrière en sélection
Vladislav Stoyanov a évolué entre 2007 et 2009 avec l'équipe de Bulgarie espoirs. Le 12 octobre 2010, il participe à sa première sélection avec l'équipe nationale bulgare lors d'un match amical face à l'Arabie saoudite.

## Palmarès
- Championnat de Moldavie en 2010.
- Vainqueur de la Coupe de Moldavie en 2010.
- Championnat de Bulgarie en 2013, 2014, 2015, 2016 et 2017.
- Coupe de Bulgarie en 2014.